# بيركهولدرية قلاعية
بيركهولدرية قلاعية (الاسم العلمي: Burkholderia sabiae) هي نوع من البكتيريا، سلبية الغرام، تتبع جنس البيركهولدرية.